# Indian Rocks Beach
Indian Rocks Beach est une ville américaine située dans le comté de Pinellas en Floride.
La ville doit son nom à de grandes pierre situées le long de la côte.

## Démographie
| 1960  | 1970  | 1980  | 1990  | 2000  | 2010  |
| ----- | ----- | ----- | ----- | ----- | ----- |
| 1 940 | 2 666 | 3 717 | 3 963 | 5 072 | 4 113 |

Selon le recensement de 2010, Indian Rocks Beach compte 4 113 habitants. La municipalité s'étend sur 1,41 milles carrés (3,65 km2), dont 0,84 milles carrés (2,18 km2) de terres.